# Claude Vandeloise
Claude Vandeloise  (* 2. Oktober 1944 in Lüttich; † 22. August 2007 in Baton Rouge) war ein US-amerikanischer Romanist und Französist belgischer Herkunft.

## Leben und Werk
Vandeloise studierte Mathematik und Linguistik in Lüttich, Paris VIII und an der University of California, San Diego. Er wurde 1984 in San Diego promoviert mit der Arbeit Description of space in French und 1985 in Paris an der École des Hautes Études en Sciences Sociales von Gilles Fauconnier mit der Thèse de 3e cycle Représentation linguistique du mouvement et de l'espace. 1995 habilitierte er sich in Paris kumulativ unter dem Titel „Conceptualisation de l’espace et description linguistique“.
Nach verschiedenen Lektorenstellen u. a. in Griechenland war er von 1988 bis zu seiner Pensionierung 2006 Professor für Linguistik an der Louisiana State University in Bâton Rouge.
Vandeloise gehörte zum Redaktionskomitee der Zeitschrift Le Français moderne (2003).

## Werke
- Flippers stories, Crisnée 1977
- L’espace en français. Sémantique des propositions spatiales, Paris 1986 (englisch: Spatial proposition. A case study in French, Chicago 1991)
- (Hrsg.) L'expression du mouvement, in: Langue française 76, 1987
- (Hrsg.) Sémantique cognitive, in: Communications 53, 1991
- (Hrsg.) La couleur des prépositions, in: Langages 110, 1993
- (mit Frank A. Anselmo) Introduction to French Linguistics, München 2001
- Aristote et le lexique de l’espace. Rencontre entre la linguistique cognitive et la physique grecque, Stanford 2002
- (Hrsg.) Langues et cognition, Paris 2003
- La dimension en français. De l’espace à la matière, Paris 2004
- De la distribution à la cognition, Paris 2006